# Priodontognat
Priodontognat (Priodontognathus) – ankylozaur z rodziny nodozaurów (Nodosauridae).

## Nazwa
Nazwa rodzajowa Priodontognathus pochodzi od jego szczęki i zębów.

## Pożywienie
Rośliny

## Występowanie
Zamieszkiwał tereny dzisiejszej Wielkiej Brytanii w epoce późnej jury (prawdopodobnie w oksfordzie).

## Odkrycie
Opisany w 1869 przez paleontologa Harry'ego Seeleya. Szczątki pochodziły z okolic wybrzeża w Yorkshire.
Zwierzę to było w przeszłości przyporządkowywane niewłaściwym jednostkom systematycznym. Uważano je za iguanodona albo przedstawiciela stegozaurów. Inni sądzili zaś, że to dinozaur pancerny, ale uważali, że to ten sam gatunek, co hileozaur. Dzisiaj uważany jest za przedstawiciela rodziny nodozaurów – dinozaurów pancernych pozbawionych kostnej buławy na ogonie, albo też za dinozaura pancernego o nieznanej przynależności.